# Матеус Амарал
Матеус Амарал Феррейра Гімарайнш або просто Матеус Амарал (порт.-браз. Mateus Amaral Ferreira Guimarães; нар. 12 серпня 2004, Сорокаба, Сан-Паулу, Бразилія) — бразильський футболіст, центральний півзахисник Сан-Паулу, який виступає в оренді за «Олександрію».

## Життєпис
Народився в місті Сорокаба штату Сан-Паулу. Вихованець «Сан-Паулу», за який з 2017 року виступав у юнацьких та молодіжних командах.
9 вересня 2024 року відправився в оренду до завершення сезону 2024/25 років в «Олександрію», але одразу ж був переведений до резервної команди «городян». У футболці «Олександрії-2» дебютував 14 вересня 2024 року в переможному (2:1) виїзному поєдинку 6-го туру групи Б Другої ліги України проти харківського «Металіста 1925-2». Матеус вийшов на поле на 78-й хвилині замість Владислава Шаповалова.